# Joseph H. Greenberg
Joseph Harold Greenberg (28. maj 1915 – 7. maj 2001) var en betydningsfuld amerikansk lingvist, kendt for sit arbejde inden for typologi og universalier og sprogklassifikation. Han blev født i Brooklyn, New York, USA og var i mange år ansat ved Stanford Universitet.